# Oonops stylifer
Oonops stylifer är en spindelart som beskrevs av Willis J. Gertsch 1936. Oonops stylifer ingår i släktet Oonops och familjen dansspindlar. Inga underarter finns listade i Catalogue of Life.